# Psammophis ansorgii
Espèce
Psammophis ansorgii est une espèce de serpents de la famille des Lamprophiidae. 

## Répartition
Cette espèce est endémique d'Angola. Elle se rencontre à environ 1 800 m d'altitude.

## Description
L'holotype de Psammophis ansorgii mesure 700 mm dont 165 mm pour la queue. Cette espèce a la face dorsale grise et présente des stries rouille assez peu visibles sur les flancs. Sa lèvre supérieure est ornée d'un rayure blanche bordée de noir. Sa face ventrale est uniformément blanche.

## Étymologie
Cette espèce est nommée en l'honneur de William John Ansorge (1850–1913).

## Publication originale
- Boulenger, 1905 : A list of the batrachians and reptiles collected by Dr. W. J. Ansorge in Angola with descriptions of new species. Annals and Magazine of Natural History, sér. 7, vol. 16, p. 105-115 (texte intégral).